# Kanton Ouroux-sur-Saône
Ouroux-sur-Saône is een kanton van het Franse departement Saône-et-Loire. Het kanton maakt deel uit van de arrondissementen  Chalon-sur-Saône en Louhans.

Het telt 16.404 inwoners in 2018.

Het kanton werd gevormd ingevolge het decreet van 18  februari 2014 met uitwerking op 22 maart 2015.

## Gemeenten
Het kanton Ouroux-sur-Saône omvat volgende 15 gemeenten:
- L'Abergement-Sainte-Colombe
- Allériot
- Baudrières
- Châtenoy-en-Bresse
- Guerfand
- Lans
- Lessard-en-Bresse
- Montcoy
- Oslon
- Ouroux-sur-Saône
- Saint-Christophe-en-Bresse
- Saint-Germain-du-Plain
- Saint-Martin-en-Bresse
- Tronchy
- Villegaudin